# Surnaturel (album)
Pour les articles homonymes, voir Surnaturel (homonymie).
Albums de Rohff
Le Rohff Game
(2015) Grand Monsieur
(2021)
Singles
1. La force
Sortie : 16 novembre 2018
2. J'arrache tout
Sortie : 7 décembre 2018
3. Aime-moi à l'imparfait
Sortie : 18 décembre 2018
4. J'ai passé l'âge
Sortie : 23 décembre 2018
5. Trop de fierté
Sortie : 3 mai 2019
6. 9+4=13 (feat. Guirri Mafia)
Sortie : 23 février 2020
7. Égal à moi-même
Sortie : 15 avril 2020
8. #TeamRohff & Honneur
Sortie : 1er juin 2020

Surnaturel est le neuvième album studio du rappeur français Rohff, sorti le 14 décembre 2018.
Après une semaine de commercialisation, l'album s'est écoulé à 12 974 exemplaires en physique, 3 532 en digital, et 9 508 en streaming, soit un total de 26 013 disques vendus. En mars 2019, après trois mois d'exploitation, l'album se voit certifié disque d'or avec plus de 80 000 exemplaires vendus.

## Genèse
En 2014, après la tournée de son dernier album P.D.R.G. et son incarcération de deux mois, Rohff dévoile le morceau inédit Soleil sur YouTube le 28 juillet. En août, il annonce que son prochain album s'intitulera Surnaturel. Il dévoile plusieurs clips vidéo courant 2015 qui devaient être des extraits de Surnaturel. Le premier clip, Du sale, sort le 21 mars 2015. Le second clip, Suge Knight, sort le 4 mai 2015, et s'inspire de l'ancien producteur Suge Knight du label Death Row Records, qui a collaboré avec de grands rappeurs américains comme Dr. Dre, Snoop Dogg, ou encore 2Pac. Le clip met en avant le sosie du regretté 2Pac. Et le 24 juillet, il sort Sans forcer, dont le clip est réalisé par Gil Green. Il dévoile également une version street du morceau intitulé Sans Forcer 94.0, le 10 août. Le son fait beaucoup de buzz sur les réseaux sociaux et se retrouve en Top Tendance dès sa sortie. Cependant, ces morceaux, bien que prévus initialement comme étant présent sur l'album Surnaturel, seront finalement retirés du projet.
Le 18 septembre 2015, il annonce sur Facebook la sortie d'une mixtape intitulé Le Rohff Game afin de faire patienter le public en attendant Surnaturel. Cependant, le rappeur du 94 décide finalement d'en faire un album. Il expliquera dans ses interviews que ce projet avait bien plus l'allure d'un album que d'une mixtape lors de sa finalisation. Par la même occasion, il confirme que Surnaturel sortira bel et bien dans le courant de l'année 2016. Entre-temps, Rohff rompt son contrat avec la maison de disque Universal, à la suite d'une dispute sur le manque de promotion de son dernier album Le Rohff Game. En 2016, il dévoile le clip Dans le Game le 5 mai et le morceau Culture UrbHaine le 20 octobre. Les deux morceaux ne seront pas présents sur l'album. 
En septembre 2016, Rohff annonce que Surnaturel sera le dernier album de sa carrière. Avant de finalement revenir sur cette décision.
En 2017, Rohff commence la véritable promotion de Surnaturel. Le premier extrait officiel du projet s'intitule Hors de contrôle, et sort le 28 avril. Il reçoit de très bonnes critiques de la part du public, le 29 septembre il dévoile le second single Broly qui se hissera au premier rang des téléchargements sur iTunes.
En août 2018, Rohff annonce le second chapitre de Testament,.
Finalement tous les morceaux sortis ne font pas partie de la version définitive de l'album. Ainsi que les collaborations annoncées tels que Soprano, Kery James et Kayna Samet ne sortiront pas pour la raison que Rohff juge les morceaux « trop vieux ». Pour anecdote, Kery James devait apparaître dans la première version du morceau Frérot.
Le 5 novembre 2018, il dévoile la cover ainsi que la date de sortie qui est prévue pour le 14 décembre 2018.
Le 15 novembre 2018, il dévoile la tracklist de son double album avec des featurings tels que Niro, Leck, Guirri Mafia et Nassi.

## Promotion
En novembre 2018, Rohff commence la véritable promotion de Surnaturel. Le premier extrait officiel du projet s'intitule La force, et sort le 16 novembre 2018 par la suite Le rappeur sort un second extrait de l’album tant attendu qui se nomme « J’arrache tout » le 7 décembre 2018.

## Performance commerciale
L'album s'est vendu à 26 013 en première semaine. Il atteint les 50 000 ventes le 14 mars 2019 et devient donc disque d'or.

## Clips vidéos
- La force[10] [Clip Officiel]
- J'arrache tout [Clip Officiel]
- Aime-moi à l'imparfait [Clip Officiel]
- J'ai passé l'âge [Clip Officiel]
- Trop de fierté [Clip Officiel]
- 9+4=13 (feat. Guirri Mafia) [Clip Officiel]

## Liste des titres
CD1
| No  | Titre                          | Auteur      | Compositeur(s)           | Durée |
| --- | ------------------------------ | ----------- | ------------------------ | ----- |
| 1.  | #SNTL                          | Rohff       | Oster                    | 3:29  |
| 2.  | #Rohffback                     | Rohff       | BDR Prod                 | 3:19  |
| 3.  | Persona Non Grata (feat. Niro) | Rohff, Niro | Gee Futuristic (de)      | 3:35  |
| 4.  | La force                       | Rohff       | Yug'Z                    | 3:36  |
| 5.  | Français 2.0 (feat. Leck)      | Rohff, Leck | Yug'Z                    | 3:21  |
| 6.  | Au max                         | Rohff       | BDR Prod                 | 3:03  |
| 7.  | Aime-moi à l'imparfait         | Rohff       | Rand Ralph, Vaughn Elsas | 3:07  |
| 8.  | Fille bien                     | Rohff       | BDR Prod                 | 4:15  |
| 9.  | Cadeaux de l'éternel           | Rohff       | BDR Prod                 | 3:41  |
| 10. | Toutes les douleurs            | Rohff       | C-Wash                   | 3:44  |
| 11. | Malsain                        | Rohff       | Denis The Producer (de)  | 3:29  |
| 12. | J'ai passé l'âge               | Rohff       | Yug'Z, Khaled            | 3:59  |
| 13. | TeamRohff & Honneur            | Rohff       | BDR Prod                 | 3:23  |
| 14. | Street crédibilité             | Rohff       | C-Wash                   | 4:20  |
| 15. | Testament II                   | Rohff       | C-Wash                   | 8:39  |

CD2
| No  | Titre                       | Auteur              | Compositeur(s)          | Durée |
| --- | --------------------------- | ------------------- | ----------------------- | ----- |
| 16. | J'arrache tout              | Rohff               | C-Wash                  | 3:13  |
| 17. | Frérot 2.0                  | Rohff               | Koudjo                  | 3:53  |
| 18. | 9+4=13 (feat. Guirri Mafia) | Rohff, Guirri Mafia | Verbal Kint, BDR Prod   | 5:07  |
| 19. | Meurtrier                   | Rohff               | BDR Prod                | 4:07  |
| 20. | À la zonmai                 | Rohff               | BDR Prod                | 4:05  |
| 21. | Du love (feat. Nassi)       | Rohff, Nassi        | GeNius Lido             | 3:12  |
| 22. | Combien tu coûtes ?         | Rohff               | Blastar                 | 3:40  |
| 23. | Fin du monde                | Rohff               | Rand Ralph              | 3:54  |
| 24. | Happy                       | Rohff               | BDR Prod                | 3:31  |
| 25. | Ma vie                      | Rohff               | Oster                   | 3:47  |
| 26. | Loup solitaire              | Rohff               | Denis The Producer (de) | 3:05  |
| 27. | Sérieux                     | Rohff               | LUCASV                  | 3:38  |
| 28. | Dr Dre                      | Rohff               | Blastar                 | 4:02  |
| 29. | Trop de fierté              | Rohff               | Katrina Squad           | 3:51  |
| 30. | Égal à moi-même             | Rohff               | Verbal Kint             | 6:18  |

## Ventes et certifications
| Région | Certification | Ventes/Streams |
| ------ | ------------- | -------------- |
| France | Or            | 100 000        |